# Thy Majestie
Thy Majestie — итальянская симфо-пауэр-метал-группа. Главное отличие от неё и большинства других команд — наличие в дискографии Thy Majestie двух полноценных военно-исторических концептуальных альбомов (Hastings 1066 и Jeanne d’Arc).

## История

### Основание, первые концептуальные релизы
Группа была основана в 1998 году клавишником Джузеппе Бонди и ударником Клаудио Диприма, ранее игравшим в глэм-рок-группе Squeezy Boyz (также известна как Cherry Bombz), и первоначально называлась Thy Majesty. Позднее к ним присоединились Маурицио Мальта и Джованни Сантини — гитара, Мишель Кристофало — бас и Дарио Грилло — вокал (последний также из Squeezy Boyz). Первоначально коллектив занимался исполнением кавер-версий чужих композиций, однако впоследствии перешёл к собственному репертуару и в марте 1998 года записал трёхпесенную демоленту Sword, Crown and Shields. Запись получилась достаточно посредственной, так как под студию была приспособлена спальня барабанщика Клаудио Дипримы.
Год спустя группа выпускает полнометражный демоальбом Perpetual Glory, где в качестве басиста уже выступает новый участник Дарио Д’Аллессандро (ранее играл в Dragon's Breath). Материал заинтересовал лейбл Scarlet Records, который в 2000 году выпустил концептуальный альбом The Lasting Power, лирически основанный на сюжете книги Терренса Брукса Меч Шаннары. Несмотря на неважное продюсирование, альбом получил хорошие отзывы. Тем не менее, группа решила поменять тематику песен. В 2001 году желая заинтересовать выпускающий лейбл и привлечь как можно больше ресурсов, группа сначала записывает демоленту 1066, а затем, убедившись в необходимой финансовой поддержке лейбла Scarlet Records, в 2002 году выпускает концептуальный альбом на историческую тему Hastings 1066 о Битве при Гастингсе. Музыкально релиз лежал в направлении симфонического пауэр-метала с небольшим уклоном в сторону прогрессивного метала.

### Dawn, отход от военно-исторической тематики
Однако выпущенный в 2008 году альбом Dawn отошёл от военно-исторической тематики. Выпущенный на новом лейбле Dark Balance Records, он несколько уступает двум предыдущим альбомам группы, скорее стоя на одном уровне с её ранними работами, и по стилю больше напоминает не самые лучшие композиции групп Stratovarius и Revolution Renaissance.
В 2003 году группу покинул солист Dario Grillo, основавший свой проект Platens (дебютный альбом — Between Two Horizons).

## Состав группы

### Текущий состав
- Dario Cascio — вокал (с мая 2007)
- Simone Campione  — гитара/бэк-вокал (с апреля 2007)
- Giuseppe Carrubba — клавишные (с апреля 2009)
- Дарио Д’Аллессандро (Dario D’Alessandro) — бас-гитара/бэк-вокал (с 1999)
- Клаудио Диприма (Claudio Diprima) — ударные (с 1998)

### Бывшие участники
- Gabriele Grilli — вокал (2003—2004)
- Мишель Кристофало (Michele Cristofalo) — бас-гитара (1998—1999)
- Giulio Di Gregorio — вокал (2004 — май 2006)
- Matt Aub — вокал (май-сентябрь 2006)
- Джованни Сантини (Giovanni Santini) — гитара (1998 — апрель 2007)
- Дарио Грилло (Dario Grillo) — вокал, акустическая гитара (1998—2003; сентябрь 2006 — апрель 2007)
- Джузеппе Бонди (Giuseppe Bondì) — клавишные (1998—2007)
- Маурицио Мальта (Maurizio Malta) — гитара (1998—2008)
- Valerio Castorino — клавишные (ноябрь 2008-)

## Дискография

### Альбомы
| Название          | Год выпуска |
| ----------------- | ----------- |
| The Lasting Power | 2000        |
| Hastings 1066     | 2002        |
| Jeanne D'Arc      | 2005        |
| Dawn              | 2008        |
| ShiHuangDi        | 2012        |

### Демозаписи,синглыиEP
- Sword, Crown and Shields (демоальбом, 1998)
- Perpetual Glory (демоальбом, 1999)
- 1066 (демоальбом, 2001)
- Echoes Of War (EP, 2003)